# 1276
Il 1276 (MCCLXXVI in numeri romani) è un anno bisestile del XIII secolo.

## Eventi
- L'anno dei quattro papi:
  - 21 gennaio - Dopo la morte di Gregorio X (10 gennaio), Pietro di Tarantasia diviene papa col nome di Innocenzo V;
  - 11 luglio - dopo la morte di Innocenzo V, Ottobono Fieschi è eletto papa col nome di Adriano V;
  - 8 o 15 settembre - dopo la morte anche di Adriano V, il Conclave elegge papa Pietro Ispano che assume il nome di Giovanni XXI.
- Battaglia della Guazzera - Fu una delle tante battaglie combattute tra i Torriani e i Visconti, che si contendevano il predominio sulla città di Milano.

## Nati
- 3 maggio - Luigi d'Évreux, nobile († 1319)
- 29 settembre - Cristoforo II di Danimarca, re († 1332)
- 4 ottobre - Margherita di Brabante, nobile belga († 1311)
- Abu Sa'id Uthman II, sultano berbero († 1331)
- Vakhtang III di Georgia, re († 1308)
- Humphrey de Bohun, IV conte di Hereford, militare britannico († 1322)
- Thomas Dagworth, cavaliere medievale e nobile britannico († 1350)
- Isabella d'Armenia e Tiro, principessa armena († 1323)
- Sancho I di Maiorca, re († 1324)

## Morti
- 10 gennaio - Papa Gregorio X, papa, vescovo cattolico e beato italiano
- 24 gennaio - Valderamo II di Nassau, nobile tedesco
- 2 febbraio - Rolandino da Padova, giurista italiano (n. 1200)
- 22 giugno - Papa Innocenzo V, papa, arcivescovo cattolico e cardinale francese
- 27 luglio - Giacomo I d'Aragona, re (n. 1208)
- 18 agosto - Papa Adriano V, papa e cardinale italiano
- 6 settembre - Vicedomino Vicedomini, cardinale italiano
- 11 settembre - Sperandea, badessa e santa italiana (n. 1216)
- 4 ottobre - Riccardo Annibaldi, cardinale italiano
- 7 novembre - Matteo Pio, vescovo cattolico italiano
- Costanza d'Ungheria, principessa ungherese (n. 1237)
- Nicolò Doria, politico e militare italiano
- Hamuro Mitsutoshi, poeta giapponese (n. 1209)
- Niccolò da Durazzo, vescovo cattolico, teologo e diplomatico italiano
- Nicola II di Alessandria, arcivescovo ortodosso egiziano
- Raimondo Folch V de Cardona, nobile
- Rodrigo di Cerrato, religioso e storico spagnolo (n. 1259)
- Sempad il Connestabile, armeno (n. 1208)
- Vasilij I Jaroslavič, principe (n. 1241)
- Teobaldo, nobile e militare italiano (n. 1230)
- Enrico d'Antiochia
- Gerardo di Borgo San Donnino, religioso italiano
- Guido Guinizelli, poeta e giudice italiano (n. 1235)
- Ahmad al-Badawi, mistico marocchino (n. 1199)

## Calendario
| Calendario 1276 | Calendario 1276 | Calendario 1276 | Calendario 1276 | Calendario 1276 | Calendario 1276 | Calendario 1276 | Calendario 1276 | Calendario 1276 | Calendario 1276 | Calendario 1276 | Calendario 1276 | Calendario 1276 | Calendario 1276 | Calendario 1276 | Calendario 1276 | Calendario 1276 | Calendario 1276 | Calendario 1276 | Calendario 1276 | Calendario 1276 | Calendario 1276 | Calendario 1276 | Calendario 1276 | Calendario 1276 | Calendario 1276 | Calendario 1276 | Calendario 1276 | Calendario 1276 | Calendario 1276 | Calendario 1276 | Calendario 1276 | Calendario 1276 |
| --------------- | --------------- | --------------- | --------------- | --------------- | --------------- | --------------- | --------------- | --------------- | --------------- | --------------- | --------------- | --------------- | --------------- | --------------- | --------------- | --------------- | --------------- | --------------- | --------------- | --------------- | --------------- | --------------- | --------------- | --------------- | --------------- | --------------- | --------------- | --------------- | --------------- | --------------- | --------------- | --------------- |
|                 | 1               | 2               | 3               | 4               | 5               | 6               | 7               | 8               | 9               | 10              | 11              | 12              | 13              | 14              | 15              | 16              | 17              | 18              | 19              | 20              | 21              | 22              | 23              | 24              | 25              | 26              | 27              | 28              | 29              | 30              | 31              |                 |
| Gennaio         | Me              | Gi              | Ve              | Sa              | Do              | Lu              | Ma              | Me              | Gi              | Ve              | Sa              | Do              | Lu              | Ma              | Me              | Gi              | Ve              | Sa              | Do              | Lu              | Ma              | Me              | Gi              | Ve              | Sa              | Do              | Lu              | Ma              | Me              | Gi              | Ve              |                 |
| Febbraio        | Sa              | Do              | Lu              | Ma              | Me              | Gi              | Ve              | Sa              | Do              | Lu              | Ma              | Me              | Gi              | Ve              | Sa              | Do              | Lu              | Ma              | Me              | Gi              | Ve              | Sa              | Do              | Lu              | Ma              | Me              | Gi              | Ve              | Sa              |                 |                 |                 |
| Marzo           | Do              | Lu              | Ma              | Me              | Gi              | Ve              | Sa              | Do              | Lu              | Ma              | Me              | Gi              | Ve              | Sa              | Do              | Lu              | Ma              | Me              | Gi              | Ve              | Sa              | Do              | Lu              | Ma              | Me              | Gi              | Ve              | Sa              | Do              | Lu              | Ma              |                 |
| Aprile          | Me              | Gi              | Ve              | Sa              | Do              | Lu              | Ma              | Me              | Gi              | Ve              | Sa              | Do              | Lu              | Ma              | Me              | Gi              | Ve              | Sa              | Do              | Lu              | Ma              | Me              | Gi              | Ve              | Sa              | Do              | Lu              | Ma              | Me              | Gi              |                 |                 |
| Maggio          | Ve              | Sa              | Do              | Lu              | Ma              | Me              | Gi              | Ve              | Sa              | Do              | Lu              | Ma              | Me              | Gi              | Ve              | Sa              | Do              | Lu              | Ma              | Me              | Gi              | Ve              | Sa              | Do              | Lu              | Ma              | Me              | Gi              | Ve              | Sa              | Do              |                 |
| Giugno          | Lu              | Ma              | Me              | Gi              | Ve              | Sa              | Do              | Lu              | Ma              | Me              | Gi              | Ve              | Sa              | Do              | Lu              | Ma              | Me              | Gi              | Ve              | Sa              | Do              | Lu              | Ma              | Me              | Gi              | Ve              | Sa              | Do              | Lu              | Ma              |                 |                 |
| Luglio          | Me              | Gi              | Ve              | Sa              | Do              | Lu              | Ma              | Me              | Gi              | Ve              | Sa              | Do              | Lu              | Ma              | Me              | Gi              | Ve              | Sa              | Do              | Lu              | Ma              | Me              | Gi              | Ve              | Sa              | Do              | Lu              | Ma              | Me              | Gi              | Ve              |                 |
| Agosto          | Sa              | Do              | Lu              | Ma              | Me              | Gi              | Ve              | Sa              | Do              | Lu              | Ma              | Me              | Gi              | Ve              | Sa              | Do              | Lu              | Ma              | Me              | Gi              | Ve              | Sa              | Do              | Lu              | Ma              | Me              | Gi              | Ve              | Sa              | Do              | Lu              |                 |
| Settembre       | Ma              | Me              | Gi              | Ve              | Sa              | Do              | Lu              | Ma              | Me              | Gi              | Ve              | Sa              | Do              | Lu              | Ma              | Me              | Gi              | Ve              | Sa              | Do              | Lu              | Ma              | Me              | Gi              | Ve              | Sa              | Do              | Lu              | Ma              | Me              |                 |                 |
| Ottobre         | Gi              | Ve              | Sa              | Do              | Lu              | Ma              | Me              | Gi              | Ve              | Sa              | Do              | Lu              | Ma              | Me              | Gi              | Ve              | Sa              | Do              | Lu              | Ma              | Me              | Gi              | Ve              | Sa              | Do              | Lu              | Ma              | Me              | Gi              | Ve              | Sa              |                 |
| Novembre        | Do              | Lu              | Ma              | Me              | Gi              | Ve              | Sa              | Do              | Lu              | Ma              | Me              | Gi              | Ve              | Sa              | Do              | Lu              | Ma              | Me              | Gi              | Ve              | Sa              | Do              | Lu              | Ma              | Me              | Gi              | Ve              | Sa              | Do              | Lu              |                 |                 |
| Dicembre        | Ma              | Me              | Gi              | Ve              | Sa              | Do              | Lu              | Ma              | Me              | Gi              | Ve              | Sa              | Do              | Lu              | Ma              | Me              | Gi              | Ve              | Sa              | Do              | Lu              | Ma              | Me              | Gi              | Ve              | Sa              | Do              | Lu              | Ma              | Me              | Gi              |                 |